# Antoine-François Callet
Antoine-François Callet (1741-1823), más comúnmente llamado Antoine Callet fue un pintor de alegorías y retratista francés.

## Biografía
Antoine Callet fue el retratista oficial del rey Luis XVI de Francia y actualmente se le recuerda por un gran retrato de dicho monarca, del que se conocen varias versiones (una de ellas, en el Museo del Prado de Madrid). 
Se le concedió el Premio de Roma en 1764 por su Cléobis et Biton conduisent le char de leur mère au temple de Junon (Cleobis y Bitón conducen el carro de su madre al templo de Juno).
Fue aceptado en la Academia de Bellas Artes en 1779 por su retrato del conde de Artois. Fue recibido con su lienzo alegórico La primavera en 1781. Comienza a exponer a partir de 1783.
Decoró la parte central del techo de la gran galería del palacio de Luxemburgo con una composición titulada La Aurora. Durante el Consulado y el Primer Imperio pinta un gran número de alegorías, entre ellas: Alegoría del dieciocho de brumario o Francia salvada (1801) y  Alegoría de la batalla de Austerlitz (1806).
Antoine-François Callet murió en París en 1823.

## Obras
- Retrato de cuerpo entero de Luis XVI con atuendo real, óleo sobre lienzo, 265 x 1'85 cm., Valenciennes, museo de Bellas Artes. Existen otros ejemplares similares en el Museo del Prado de Madrid y Kunsthistorisches Museum de Viena. Durante la revolución, la efigie real fue ocultada por el pintor Jacques-François Momal, que pintó encima una Alegoría de la Justicia mostrando los Derechos humanos.[1]

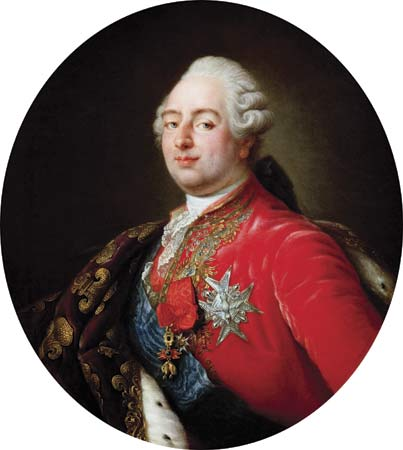
Retrato de Luis XVI de Francia
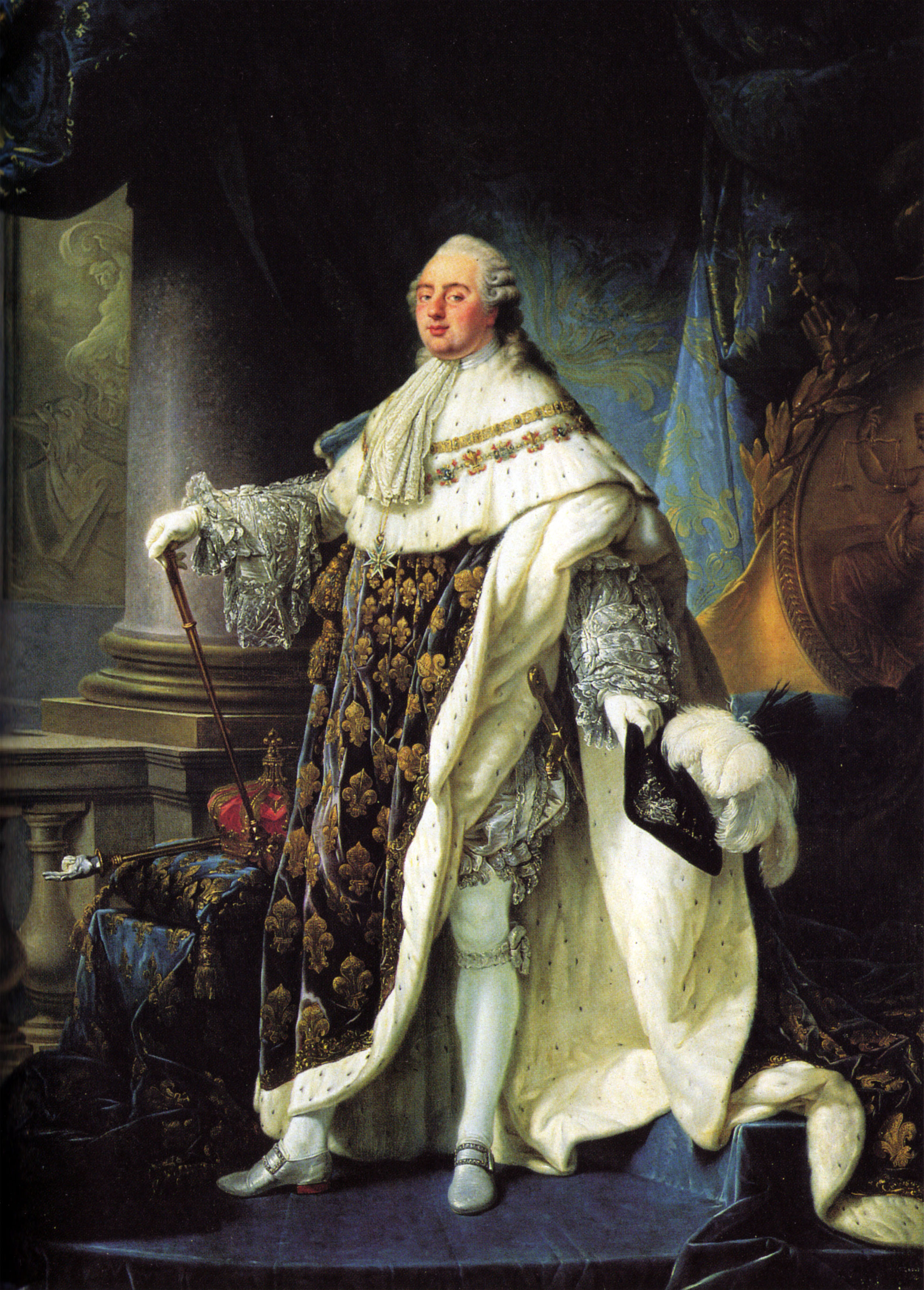
Retrato de cuerpo entero de Luis XVI de Francia (el descrito más arriba)
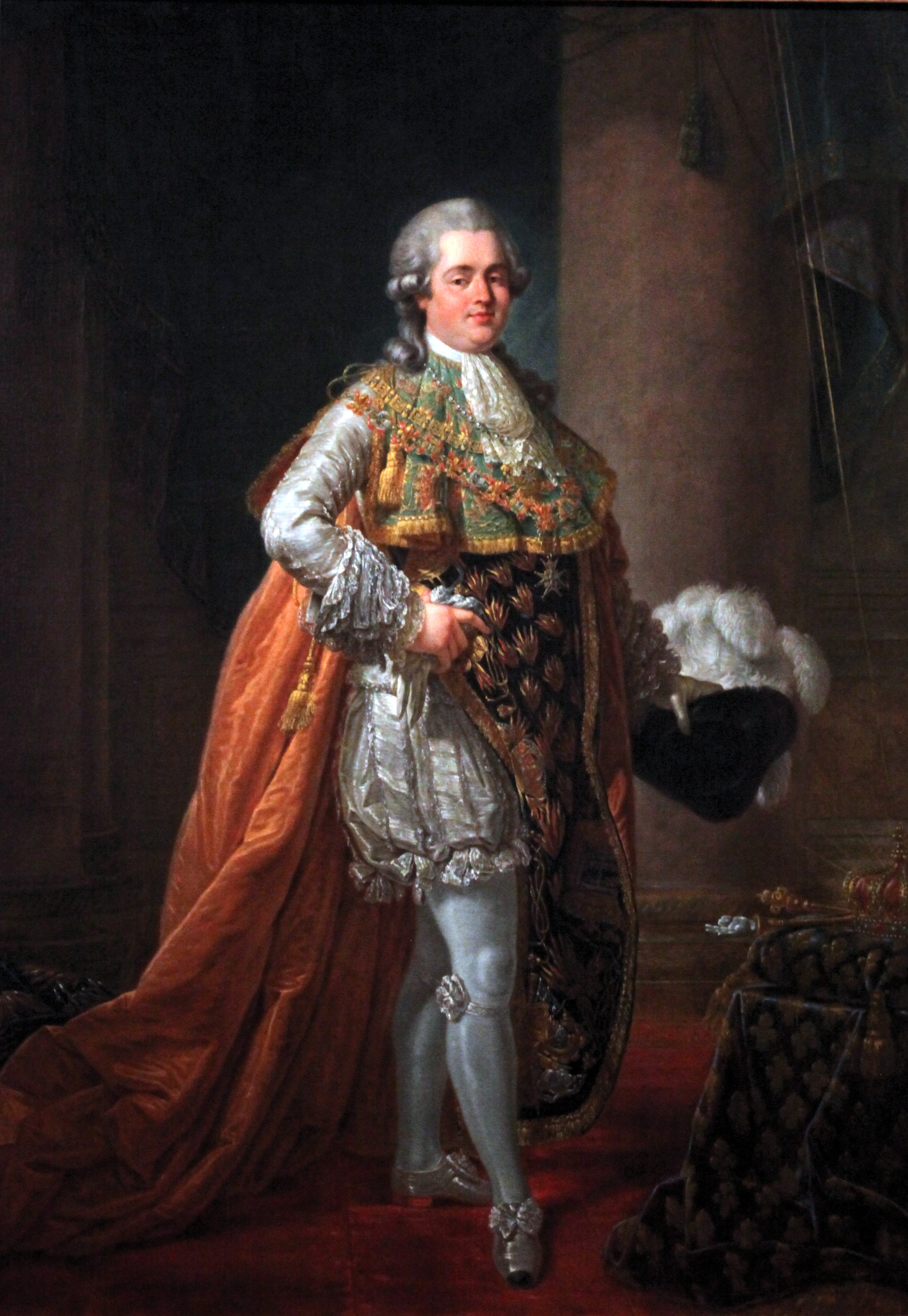
Retrato del Conde de Provenza, futuro Luis XVIII de Francia.